# Гібридний електромобіль

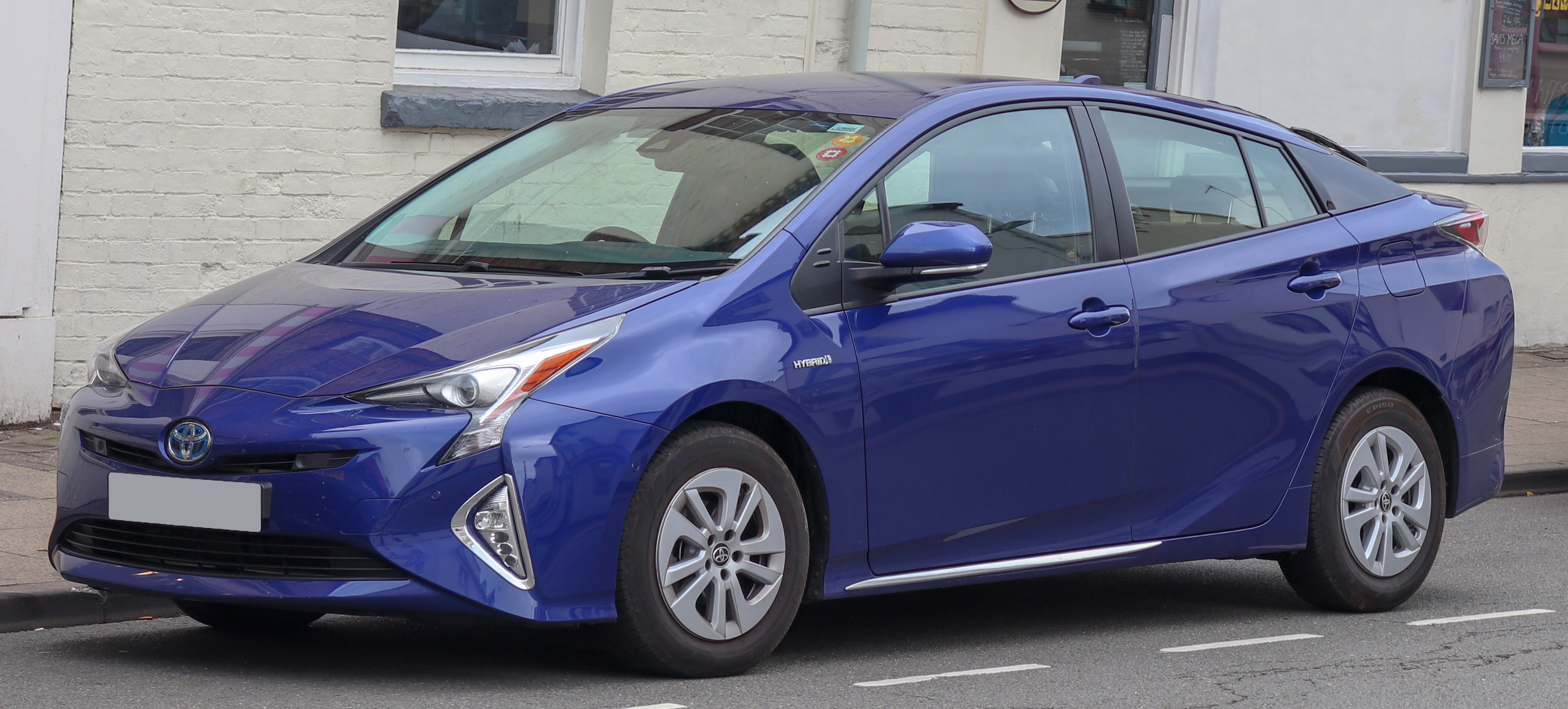
The Toyota Prius є найбільш продаваним гібридним автомобілем у світі, із сукупними глобальними продажами 5 мільйонів одиниць до вересня 2022 року

Гібридний електромобіль (англ. hybrid electric vehicle (HEV)) — це тип гібридного транспортного засобу, який поєднує звичайний двигун внутрішнього згоряння (ДВЗ) з електричною силовою установкою (трансмісія гібридного автомобіля). Наявність електричної трансмісії призначена для досягнення кращої економії палива, ніж у звичайного транспортного засобу, або кращої продуктивності. Існує безліч типів гібридних транспортних засобів, і ступінь, в якому кожен з них функціонує як електромобіль (EV), також різниться. Найбільш поширеною формою HEV є гібридний електричний автомобіль, хоча також існують гібридні електричні вантажівки (пікапи та трактори), автобуси, човни та літаки.
Сучасні HEV використовують технології підвищення ефективності, такі як рекуперативні гальма, які перетворюють кінетичну енергію автомобіля в електричну енергію, яка зберігається в акумуляторі або суперконденсаторі. Деякі різновиди HEV використовують двигун внутрішнього згоряння для обертання електричного генератора, який або заряджає батареї транспортного засобу, або безпосередньо живить його електричні двигуни; ця комбінація відома як двигун-генератор.[3] Багато HEV зменшують викиди холостого ходу, вимикаючи двигун на холостому ходу та перезапускаючи його, коли це необхідно; це відоме як система старт-стоп. Гібридний електричний двигун виробляє менші викиди у вихлопну трубу, ніж бензиновий автомобіль порівнянного розміру, оскільки бензиновий двигун гібрида зазвичай менший, ніж у автомобіля з бензиновим двигуном. Якщо двигун не використовується для безпосереднього керування автомобілем, його можна налаштувати на максимальну ефективність, що ще більше покращить економію палива.

## Інтернет-ресурси
- Ford Transit Eléctrica
- Fleet Test and Evaluation Project — Hybrid Electric Fleet Vehicle Testing (National Renewable Energy Laboratory)
- Electric and Gas Hybrids, каталог посилань Open Directory Project
- Hybrid and Electric Vehicles — The Electric Drive Gains Traction [Архівовано 2021-02-26 у Wayback Machine.], IA-HEV, International Energy Agency, May 2013
- Report on how HEVs work.